# Юрий Билибин
Юрий Александрович Билибин е руски геолог, изследовател, член-кореспондент на Академията на науките на СССР (1946), лауреат на Сталинска премия I степен (1946).

## Ранни години (1901 – 1928)
Роден е на 6 май 1901 година в Ростов, Ярославска губерния, Руска империя, в старинен дворянски род. През 1919 завършва Смоленската гимназия и от 1919 до 1921 служи в Червената армия. След уволняването си от армията постъпва в Смоленския политехнически институт, след което се премества в Ленинградския минен институт и се дипломира през 1926. От 1926 до 1928 г. работи като геолог в минния тръст „Алданзолото“, след което ръководи експедиция организирана от Института за цветни метали в Якутия, която дава точна и детайлна прогноза за златоносността на местните реки.

## Изследователска дейност (1928 – 1935)
Като главен геолог в района на Алдан успява да организира през 1928 г. експедиция в басейна на Колима за проверка на постъпилите по-рано съобщения за златните находища в района и оценка на промишлените им значения. В резултат от работата на експедицията е открит т.нар. Североизточен златоносен район. След това Билибин организира втора експедиция с ръководител геолога Валентин Цареградски, която потвърждава първоначалните данни.
От пролетта на 1932 до лятото на 1933 г. е главен инженер-геолог в техническия сектор на Управлението за добив на полезни изкопаеми на дирекцията „Дальстрой“.
През 1934 г., заедно с Евгений Сергеевич Бобин, ръководи нова експедиция, като заедно с геоложките изследвания провежда и топографски дейности в басейните на реките Аллах-Юн (586 км) и Юдома (820 км), от басейна на река Алдан. Двамата продължават откриването на меридиално простиращата се планина Сете Дабан (250 км, 1997 м), състояща се от 3 паралелни вериги, и доказват, че планината принадлежи към Верхоянските планини. Проследяват и изследват и Килахския хребет, а на изток от Сете Дабан откриват Юдомо-Майската планинска земя (2213 м).

## Следващи години (1935 – 1952)
От 1935 води курс по геология на златото и платината в Ленинградския минен институт. По време на Великата Отечествена война (1941 – 1945) работи в Средна Азия, а след това в Москва, където защитава докторска дисертация.
От 1944 г. е на работа във Всеросийския научноизследователски геоложки институт (ВСЕГЕИ) и в ленинградския отдел на Института за геоложки науки към АН на СССР. Автор е на повече от 60 научни работи, в т.ч. на фундаменталния труд „Основы геологии россыпей“ (1938).
Умира от кръвоизлив в мозъка на 4 май 1952 година в Ленинград на 50-годишна възраст.

## Памет
Неговото име носят:
- град Билибино в Чукотка;
- улици в Магадан и Якутск;
- хълмове на североизток от Магадан;
- хребет в планинската система Черски;
- планински масив в Якутия;
- вулкан в басейна на река Болшой Анюй;
- минерал билибинит;
- минерал билибинскит.